# 465 pr. n. št.

## Smrti
- Kserkses I., kralj Perzije in Medije (* 518 pr. n. št.)